# Rietberg
Rietberg è una città di 29 564 abitanti della Renania Settentrionale-Vestfalia, in Germania.
Appartiene al distretto governativo (Regierungsbezirk) di Detmold e al circondario (Kreis) di Gütersloh (targa GT).
Rietberg si fregia del titolo di "Media città di circondario" (Mittlere kreisangehörige Stadt).

## Storia
La piccola contea di Rietberg in Vestfalia, avente diritto voto nel Collegio dei conti, divenne autonoma e sovrana con il secondogenito di Edzard II conte della Frisia Orientale, Edzard III (1599-25). L'ultima erede della famiglia, Maria Ernestina Francesca Cirksena (1687-58), nel 1699 sposò il conte Massimiliano Ulrico (-1746) dei conti dell'impero (1642) von Kaunitz, signori immediati di Kaunitz (1718) e appartenenti al Collegio dei conti di Vestfalia.
Gli successe nel governo della contea il figlio Wenceslao Antonio Domenico von Kaunitz di Rietberg (1758-1794), divenuto conte di Questenburg (1752), signore di Esens, Stadesdorf, Wittmund e Melrich. I discendenti regnarono in linea diretta sulla signoria di Rietberg fino al 1797. Ultimi principi sovrani furono Ernesto Cristoforo (1794-97) e il fratello minore Domenico II Andrea (-1807), quando ne fu spodestato, in seguito alla mediatizzazione, e la contea venne annessa al regno di Vestfalia per poi passare al Regno di Prussia.
Il titolo di "Conte di Rietberg" spetta oggi, per l'estinzione di questo ramo dei Kaunitz a metà Ottocento, a tutti i membri del Casato di Liechtenstein e quindi compare in tutti gli atti ufficiali del Principato di Liechtenstein.